# NGC 7385
NGC 7385 (другие обозначения — PGC 69824, UGC 12207, MCG 2-58-17, ZWG 430.15) — эллиптическая галактика (E) в созвездии Пегас.
Этот объект входит в число перечисленных в оригинальной редакции «Нового общего каталога».
В галактике вспыхнула сверхновая SN 2005er типа Ia-p, её пиковая видимая звездная величина составила 18,7.